# Єс Гег
Єс Гег (дан. Jes Høgh, нар. 7 травня 1966, Ольборг) — данський футболіст, що грав на позиції захисника.
Виступав, зокрема, за клуби «Ольборг», «Фенербахче» та «Челсі», а також національну збірну Данії, у складі якої став учасником чемпіонату світу 1998, а також чемпіонатів Європи 1996 і 2000 років та володарем Кубка Конфедерацій.

## Клубна кар'єра
Гег народився в Ольборгу й почав виступи за місцевий клуб другого дивізіону «Ольборг Чанг», взявши участь у 50 матчах чемпіонату.
Своєю грою за цю команду привернув увагу представників тренерського штабу «Ольборга», до складу якого приєднався 1987 року. Відіграв за команду з Ольборга наступні чотири сезони своєї ігрової кар'єри. Більшість часу, проведеного у складі «Ольборга», був основним гравцем захисту команди.
В кінці 1990 року Єс отримав травму коліна, тому клуб не став продовжувати з ним контракт і він підписав угоду з «Сількеборгом». За нову команду Гег не зіграв жодного матчу, а згідно з пунктом в контракті він міг поміняти команду протягом першого півроку. У жовтні 1991 року Гег підписав угоду з «Брондбю». З новою командою він виграв свій перший трофей — кубок Данії. З партнером по національній команді Марком Ріпером вони утворили непрохідний редут в центрі оборони. У 1993 році Гег травмувався і втратив місце в основі клубу і збірної.
У 1994 році Гег знову повернувся в «Ольборг», у складі якого виграв чемпіонат Данії. У 1995 році за 11 млн данських крон Єс перейшов у турецький «Фенербахче». У новому клубі він утворив оборонний тандем з нігерійським захисником Уче Окечукву і допоміг команді вперше за 7 років виграти чемпіонат Туреччини.
У 1999 році Єс за 3,5 млн крон перейшов у англійське «Челсі», де він був резервістом  Марселя Десаї і Франка Лебефа. З новим клубом Гег виграв кубок Англії. Завершив професійну кар'єру футболіста виступами за команду «Челсі» у березні 2001 року.

## Виступи за збірну
У квітні 1991 року дебютував в офіційних матчах у складі національної збірної Данії в грі проти збірної Болгарії. 
У 1995 році Єс у складі національної команди поїхав на Кубок Короля Фахда (нині — Кубок Конфедерацій), де взяв участь у всіх трьох матчах і став його переможцем. Наступного року Єс був включений у заявку на участь у чемпіонаті Європи 1996 року в Англії. На турнірі він взяв участь у всіх трьох зустрічах проти збірних Португалії, Туреччинита Хорватії. 
На чемпіонаті світу 1998 року у Франції Гег був основним футболістом і зіграв у всіх п'яти матчах проти збірних ПАР, Франції, Нігерії, Бразиліїта Саудівської Аравії.
У 2000 році Єс був включений в заявку команди на участь у чемпіонаті Європи у Бельгії і Нідерландах. На турнір він поїхав як запасний футболіст, на поле так і не вийшов через травму. Того ж року Єс завершив виступи за збірну. Всього протягом кар'єри у національній команді, яка тривала 10 років, провів у формі головної команди країни 57 матчів, забивши 1 гол.

## Титули і досягнення
- Володар Кубка Данії (1):

«Брондбю»: 1993/94
- Чемпіон Данії (1):

«Ольборг»: 1994/95
- Чемпіон Туреччини (1):

«Фенербахче»: 1995/96
- Володар Кубка Англії (1):

«Челсі»: 1999/00
- Володар Кубка Конфедерацій (1):

Данія: 1995